# Chatili

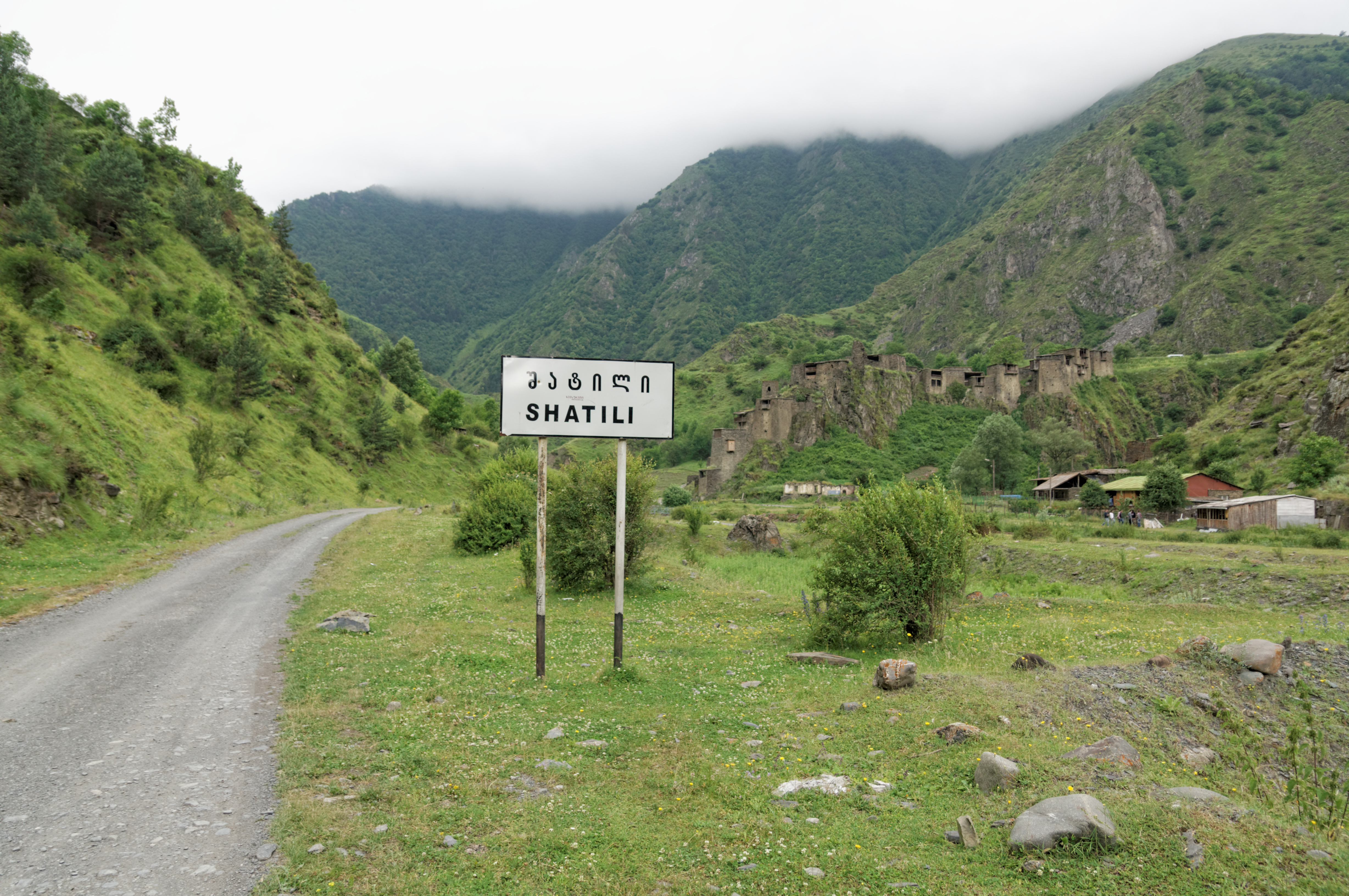
Entrée de Chatili

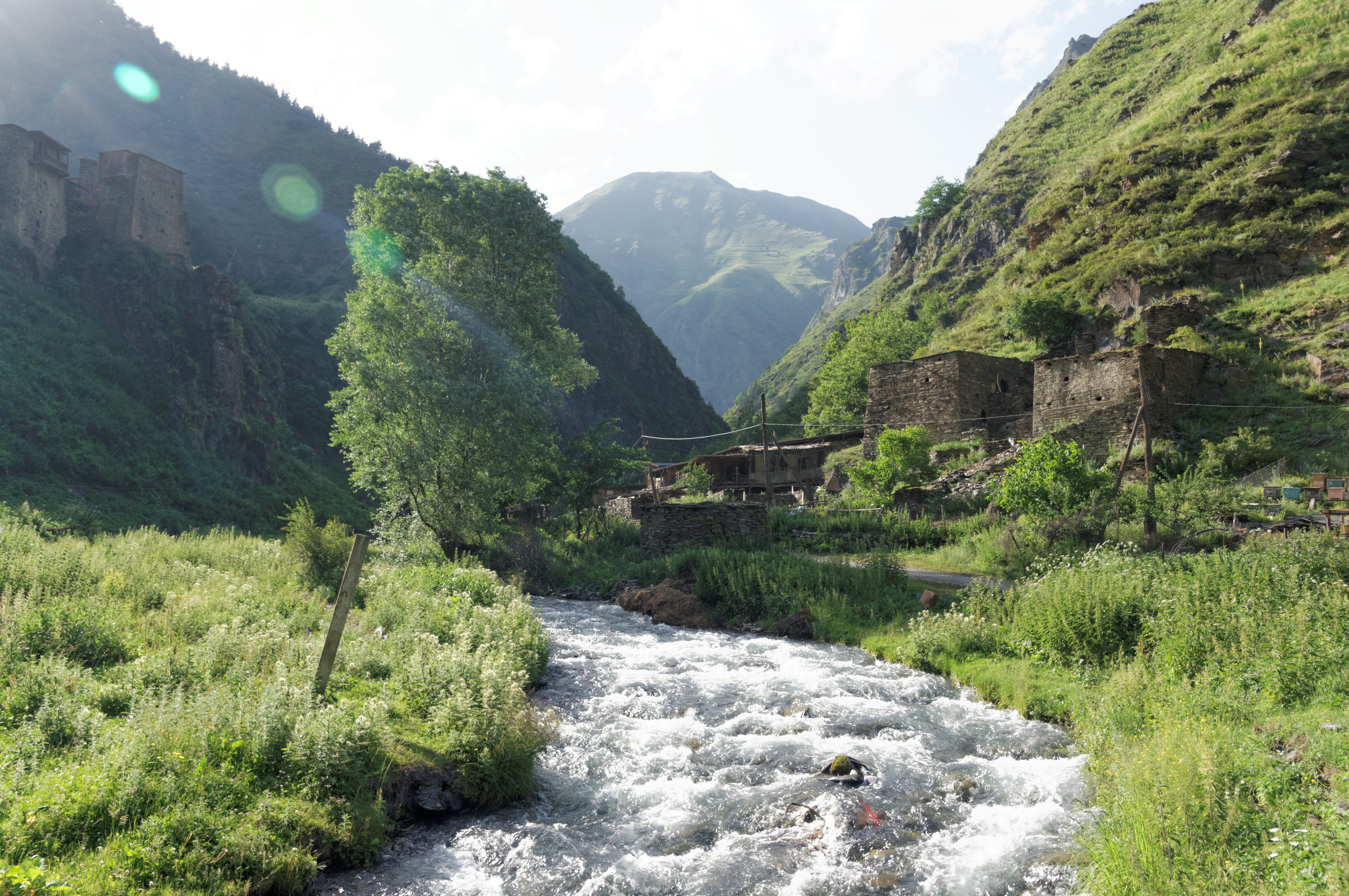
La Vallée de Chatili

Chatili (en géorgien : შატილი [ʃɑtʼili]) est un village historique de Géorgie, proposé au patrimoine mondial de l'UNESCO. Il est situé sur le flanc nord du Grand Caucase, près de la frontière avec la Tchétchénie, dans la province historique de Haute Khevsourétie, qui fait partie du mkhare moderne de Mtskheta-Mtianeti.

## Géographie
Localisé dans la gorge de l’Argoun à près de 1 400 mètres d'altitude, le village est en fait un complexe unique de forteresses médiévales ou de l'époque moderne et d'habitations de pierres et de mortiers qui fonctionnent à la fois comme zone résidentielle et forteresse protégeant la périphérie nord-est du pays. La forteresse consiste en une structure en étages surmontées par des habitations à plafond plat et quelque soixante tours qui s'amalgament ensemble pour former une chaîne unique de fortifications.

## Histoire et situation actuelle
La population de Chatili, avec celle du reste de la Khevsourétie, a été réinstallée dans les plaines sous les pressions des autorités soviétiques au début des années 1950. 
Dans les années 1960, le paysage exotique du village déserté est utilisé comme un arrière-plan pour une série de films géorgiens sur la vie passée des montagnards.
Chatili est toujours habité par une dizaine de familles, mais est inaccessible par la route durant l'hiver. Le village est une destination favorite des touristes et des randonneurs de montagnes.

## Référence
- (en) Cet article est partiellement ou en totalité issu de l’article de Wikipédia en anglais intitulé « Shatili » (voir la liste des auteurs).

1. ↑  « Shatili », sur UNESCO Centre du patrimoine mondial (consulté le 7 mai 2023).
2. ↑  (en) Bruce Grant et Lale Yalçın-Heckmann, Caucasus Paradigms: Anthropologies, Histories, and the Making of a World Area, p. 23-24, vol. XIII de Halle studies in the anthropology of Eurasia, 2008.